# Kaladougou
Kaladougou is een gemeente (commune) in de regio Koulikoro in Mali. De gemeente telt 39.000 inwoners (2009).
De gemeente bestaat uit de volgende plaatsen:
- Dantia
- Diana
- Dioïla (hoofdplaats)
- Diomi
- Diondougou
- Fadabougou
- Finiana
- Fouga
- Kola-Bamana
- Kola-Foulala
- N'DjillaFiniana
- Niabroutjila
- Teninbougou
- Tiendo
- Tonga
- Toula
- Wolome
- Zambougou-Est